# Денисенко, Пётр Иванович
Пётр Ива́нович Денисе́нко (укр. Петро Іванович Денисенко; 13 сентября 1920, Любеч — август 1998) — советский легкоатлет и тренер.
Заслуженный мастер спорта СССР (1950), заслуженный тренер СССР, заслуженный работник культуры Украины. Выступал за Днепропетровск (по 1948), Киев (с 1949); спортивное общество «Локомотив».
5-кратный чемпион СССР в десятиборье (1946), эстафете 4×400 м (1948, 1949) и прыжках с шестом (1952, 1954).

## Биография
Во время Великой Отечественной войны Денисенко был призван в действующую армию в октябре 1943 года. Он был командиром отделения сапёром во взводе пехотного полка 213-й стрелковой дивизии; получил две боевые награды, был ранен, закончил войну старшим сержантом.
После войны Денисенко окончил Днепропетровский институт инженеров железнодорожного транспорта.

### Спортивная карьера
Денисенко был универсальным спортсменом: его результаты входили в десятку лучших сезона в мире в десятиборье (1946, 1948—1951) и прыжке с шестом (1951—1954), в десятку лучших в СССР в беге на 200 м, 400 м, 110 м с барьерами, прыжке в длину и метании копья. В начале 1950-х годов он сделал окончательный выбор в пользу прыжка с шестом.
Денисенко стал первым рекордсменом СССР в прыжках с шестом, использовавшим металлический шест (1951) — он побил рекорд ушедшего годом ранее непобеждённым Николая Озолина; трижды он устанавливал неофициальные рекорды Европы (1952—1954).
Главным соревнованием в спортивной карьере Денисенко стали Олимпийские игры 1952 года. Как вспоминал Денисенко, в борьбе за бронзовую медаль со шведом Рагнаром Лундбергом всё решила его тактическая ошибка: получив небольшую травму на тренировке накануне квалификации, он не пропускал высоты. В результате оба взяли высоту 4,40 м с первой попытки, для обоих следующая высота 5,50 м была запредельной (их личные рекорды были по 4,42 м) — но по общему количеству попыток третьим стал швед.

## Спортивные результаты
|       | Прыжки с шестом | Прыжки с шестом |
| Место | Результат       |                 |
| ----- | --------------- | --------------- |
| 1952  | 4-е место       | 4,40 м          |

|       | Десятиборье | Десятиборье |
| Место | Результат   |             |
| ----- | ----------- | ----------- |
| 1949  | чемпион     | 7287        |

|       | Прыжки с шестом | Прыжки с шестом | Эстафета 4×400 м    | Эстафета 4×400 м                | Бег на 110 м с/б | Бег на 110 м с/б | Десятиборье | Десятиборье |
| Место | Результат       | Место           | Результат (команда) | Место                           | Результат        | Место            | Результат   |             |
| ----- | --------------- | --------------- | ------------------- | ------------------------------- | ---------------- | ---------------- | ----------- | ----------- |
| 1945  |                 |                 |                     |                                 |                  |                  | 3-е место   | 6160        |
| 1946  |                 |                 |                     |                                 | 2-е место        | 15,8             | чемпион     | 6660        |
| 1947  |                 |                 |                     |                                 | 3-е место        | 15,4             | 3-е место   | 6339        |
| 1948  | 2-е место       | 4,10 м          | чемпион             | 3.20,8 NR* (сб. Профсоюзов)     |                  |                  | 2-е место   | 7016        |
| 1949  | 2-е место       | 4,18 м          | чемпион             | 3.16,4 NR* (сб. Украинской ССР) |                  |                  | 2-е место   | 6975        |
| 1950  |                 |                 |                     |                                 | 3-е место        | 15,2             | 2-е место   | 7116        |
| 1951  | 2-е место       | 4,20 м          |                     |                                 |                  |                  |             |             |
| 1952  | чемпион         | 4,30 м          |                     |                                 |                  |                  |             |             |
| 1953  |                 |                 |                     |                                 |                  |                  |             |             |
| 1954  | чемпион         | 4,46 м NR*      |                     |                                 |                  |                  |             |             |
| 1955  | 2-е место       | 4,30 м          |                     |                                 |                  |                  |             |             |
| 1. 2. |                 |                 |                     |                                 |                  |                  |             |             |

Рекорды СССР
```
прыжки с шестом     4,37             5.09.1951   
Киев

                    4,42  
выше РЕ
   11.06.1952   
Киев

                    4,44  
равно РЕ
  21.06.1953   
Москва

                    4,46  
выше РЕ
   13.09.1954   
Киев
, чемпионат СССР
```

## Награды
- Орден Красной Звезды (30.04.1944)[7]

В период борьбы за селение Шпаково с 11 по 25 января 1944 г. сержант Денисенко, командуя отделением сапёров, в течение 4—5 дней, работая только ночами непосредственно на переднем крае, под постоянным обстрелом врага разминировал минные поля немцев, с которых снял более 1125 мин и установил их на других участках перед фронтом противника.
— Из наградного листа
- Медаль «За отвагу» (12.06.1944)[8]

За активное участие в построении прочной обороны на участке полка. Тов. Денисенко, работая на отрывке траншей первой и второй линии, за короткое время установил перед передним краем 400 мин, прорыв 2 км траншей, находясь под непрерывным обстрелом противника.
— Из приказа о награждении
- орден Трудового Красного Знамени (27.04.1957) — «за успехи, достигнутые в деле развития массового физкультурного движения в стране, повышения мастерства советских спортсменов, и успешное выступление на международных соревнованиях»